# Mont-Blanc (1791)
El Mont-Blanc fue un navío de línea francés de 74 cañones de la clase Téméraire. Antes de su nombre final fue bautizado con los nombres Pyrrhus, Trente-et-un-mai y Républicain. Sirvió primero a la Marina de la Francia revolucionaria y después a la Marina Imperial francesa. En 1805 combatió en la batalla de Trafalgar, del que consiguió escapar solo para ser más tarde capturado por los británicos en la batalla del Cabo Ortegal. El buque fue puesto en servicio por los británicos con el mismo nombre como depósito de pólvora hasta 1819, en el que se vende y desguaza. De acuerdo con los estándares británicos, quedó categorizado como navío de tercera clase, aunque originariamente quedó encuadrado como de Premier Rang.

## Servicio previos a Trafalgar
Fue construido en los astilleros de Rochefort en 1791 con el nombre primigenio de Pyrrhus. En 1793 fue renombrado con su nombre final de Mont-Blanc. Sin embargo, el 7 de abril de 1794 volvió a ser cambiado a Trente-et-un Mai, nombre con el que luchó defendiendo a la Primera República Francesa en la batalla de Prairial del 1 de junio de dicho año, en el Atlántico Norte a 400 millas náuticas al oeste de Ouessant, bajo el mando del capitán Ganteaume.
Entre diciembre de 1794 y febrero de 1795 formó parte de la expedición llamada Cruzada del gran invierno, en la que acabó siendo rescatado por el navío Scipion.
Tras su regreso a puerto, sería renombrado por tercera vez el 18 de abril de 1795, ahora bajo el nombre de Républicain, con cuyo nombre participaría en la Batalla de las Islas de Hyères. El 4 de enero de 1796 se le cambiaría el nombre, esta vez ya definitivo, a Mont-Blanc, participando en 1799 en la Expedición de Bruix de 1799, bajo los mandos del capitán Maistral.
En 1802 formó parte de la expedición a Saint-Domingue con el capitán Charles René Magon de Médine.

## Batalla de Trafalgar y servicios posteriores
En los prolegómenos de la batalla de Trafalgar, el Mont-Blanc, al mando del capitán Guillaume-Jean-Noël Lavillegris, iba a formar parte de la escuadra del almirante Villeneuve que partió del puerto de Tolón para atraer a Horatio Nelson hasta las Antillas. No obstante, el plan acabó fracasando y recala en el puerto de Cádiz, donde acabará uniéndose al resto de la flota conjunta hispanofrancsea que plantará cara a Nelson en octubre de 1805.
Decidido Villeneuve a plantar cara a Nelson, la flota salió del puerto gaditano hacia aguas del estrecho de Gibraltar, prestando batalla en las inmediaciones del cabo de Trafalgar el 21 de octubre de 1805. El Mont-Blanc formó parte de la Tercera Escuadra junto a los navíos de línea San Francisco de Asís, Duguay-Trouin, Formidable, Rayo,Scipion y el Neptuno y la fragata Cornelie, bajo el mando superior de Pierre-Étienne-René-Marie Dumanoir.
Durante el ataque, las naves se posicionaron a sotavento y apenas entraron en el conflicto. Con todo en contra, Dumanoir desobedeció las órdenes de su superior, Pierre Charles Silvestre de Villeneuve, para regresar a la batalla y mandó a retirada, intercambiando apenas unos cuantos disparos en la misma.
Guillaume Jean Noel La Villegris, como capitán del Mont-Blanc ordenó el repliegue su nave, quien decidió seguir a Dumanoir, que mandaba al Formidable. Estas dos naves, junto al Scipion y al Duguay-Trouin, huyeron de la zona de batalla, recorrieron la costa sin parar en Cádiz y rodearon la costa portuguesa hasta llegar a Galicia, donde en las inmediaciones del cabo Ortegal fueron interceptados por la flota de Sir Richard Strachan. 
Tras un cruento intercambio de cañonazos, el Scipion y el Formidable se vieron obligados a rendirse. No así el Mont-Blanc y el Duguay-Trouin, los cuales trataron de escapar. Fueron perseguidos por los navíos Hero y Caesar, que los cañonearon hasta su rendición, el mismo 3 de noviembre de 1805.
Los cuatro navíos capturados fueron conducidos a Plymouth, arribando el 10 de noviembre de 1805, y comisionados en la Marina Real Británica, mientras que sus tripulaciones fueron transferidas a campamentos de prisioneros.
Resuelto con el nombre de HMS Mont-Blanc, el navío sirvió como depósito de pólvora de la Royal Navy desde 1811 hasta el 8 de marzo de 1819, cuando se efectúa su venta a un particular, John Small Sedger, y posterior desguace.